# Navut
Le navut est une langue océanienne parlée au Vanuatu par 520 locuteurs (en 1983) dans le centre-ouest d’Espiritu Santo. Il est proche du tiale.